# Baryssaw
Pour les articles homonymes, voir Borissov.
Baryssaw (en biélorusse : Барысаў ; en alphabet lacinka : Barysaŭ) ou Borissov (en russe : Борисов) est une ville de la voblast de Minsk, en Biélorussie, et le centre administratif du raïon de Baryssaw. Sa population s'élevait à 143 287 habitants en 2017.

## Géographie
Baryssaw est située à 72 km au nord-est de Minsk, au bord de la rivière Bérézina.

## Histoire
Borissov est fondée en 1102 par le prince de Polotsk Boris Vseslavovitch. En 1812, les troupes de Napoléon subissent la bataille de la Bérézina. En 1871, la voie ferrée entre Minsk et Moscou traverse la région proche du centre et une gare y est construite. En 1918, lors de la Première Guerre mondiale, la ville est occupée par l'armée allemande. Durant la Seconde Guerre mondiale, la ville est occupée par l'Allemagne nazie du 2 juillet 1941 au 1er juillet 1944. Durant l'occupation, une grande partie de la ville est détruite et 33 000 personnes périssent dans les six camps construits autour de la ville par les nazis. Après la guerre, la ville devient un centre industriel important.

## Population

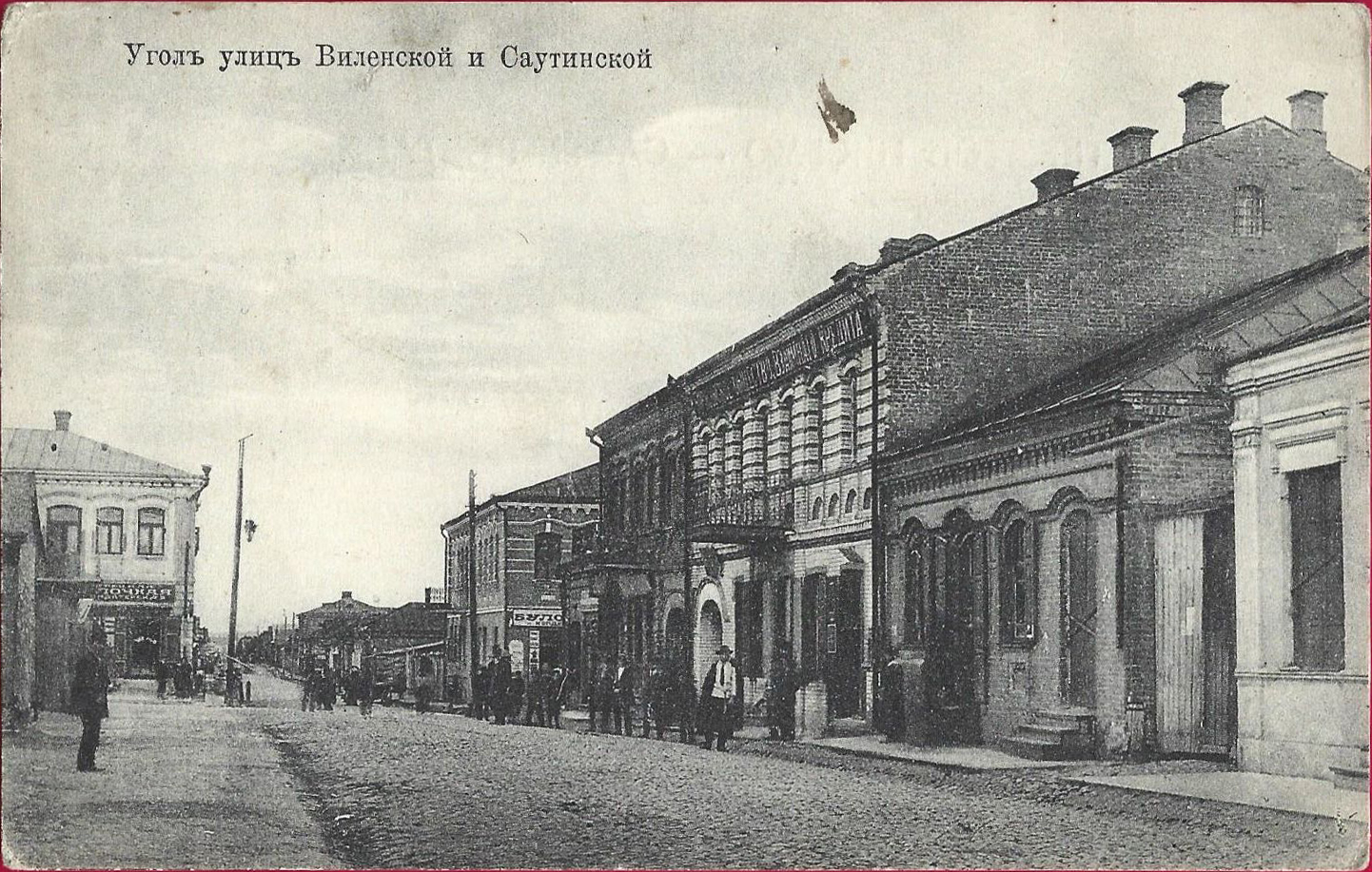
La grand-rue de Borissov vers 1900.

Recensements (*) ou estimations de la population :
| 1795  | 1897*  | 1907   | 1923*  | 1926*  | 1939*  | 1959*  | 1970*  |
| ----- | ------ | ------ | ------ | ------ | ------ | ------ | ------ |
| 1 600 | 15 063 | 18 055 | 17 613 | 23 954 | 49 108 | 59 280 | 84 112 |

| 1979*   | 1989*   | 1999*   | 2009*   | 2014    | 2015    | 2016    | 2017    |
| ------- | ------- | ------- | ------- | ------- | ------- | ------- | ------- |
| 111 672 | 143 792 | 150 730 | 147 381 | 145 223 | 144 945 | 143 919 | 143 287 |

## Jumelages
- Kapan (Arménie)
- Narva (Estonie)
- Podolsk (Russie)
- Pazardjik (Bulgarie)

## Sport
- Le FK BATE Borisov a été champion de Biélorussie de football chaque année de 2006 à 2018.

## Personnalité
- Iazep Adamovitch (1897-1937), homme politique soviétique.
- Andreï Gromyko (1909-1989), homme politique et diplomate soviétique.
- Anatoli Tchoubaïs (1955-), homme d'affaires russe.
- Oleg Logvine (1959-), cycliste soviétique.
- Andrei Aramnau (1988-), haltérophile biélorusse, actuel détenteur du record du monde.
- Kirill Ivanovitch Trus (1900-1941), partisan soviétique assassiné à Minsk par les Nazis.

## Galerie

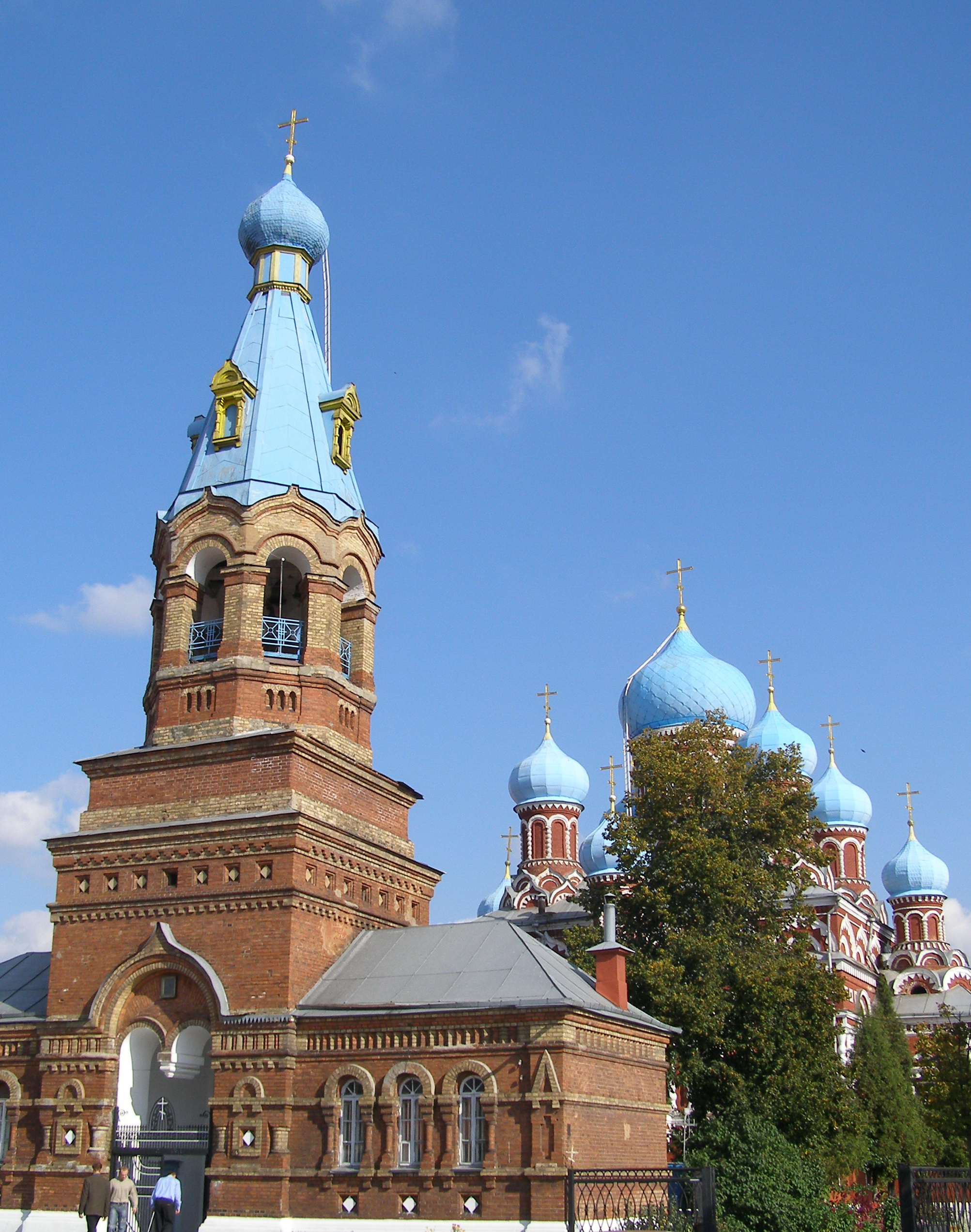
Clocher de la cathédrale de la Résurrection (Baryssaw).
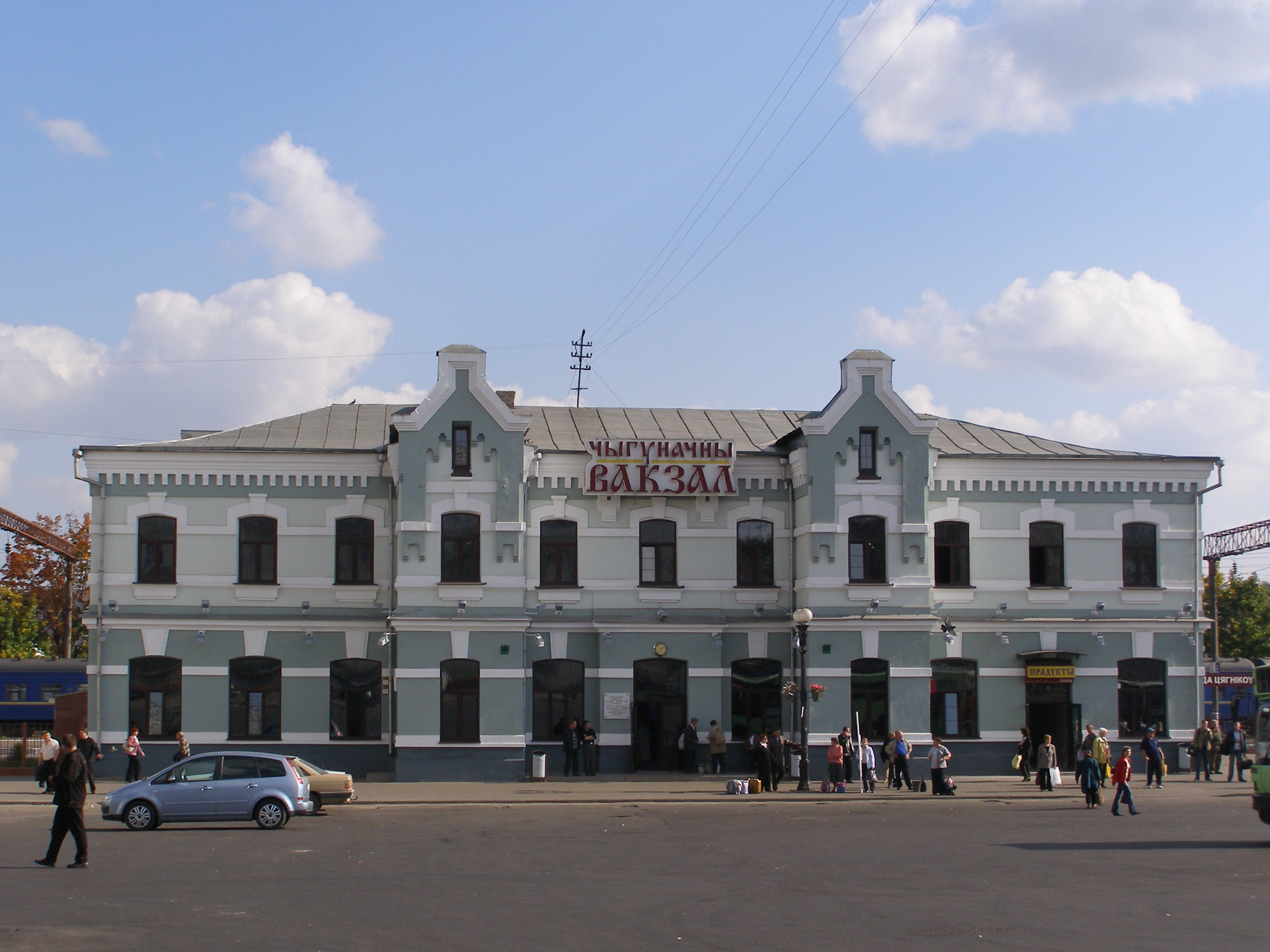
Gare.
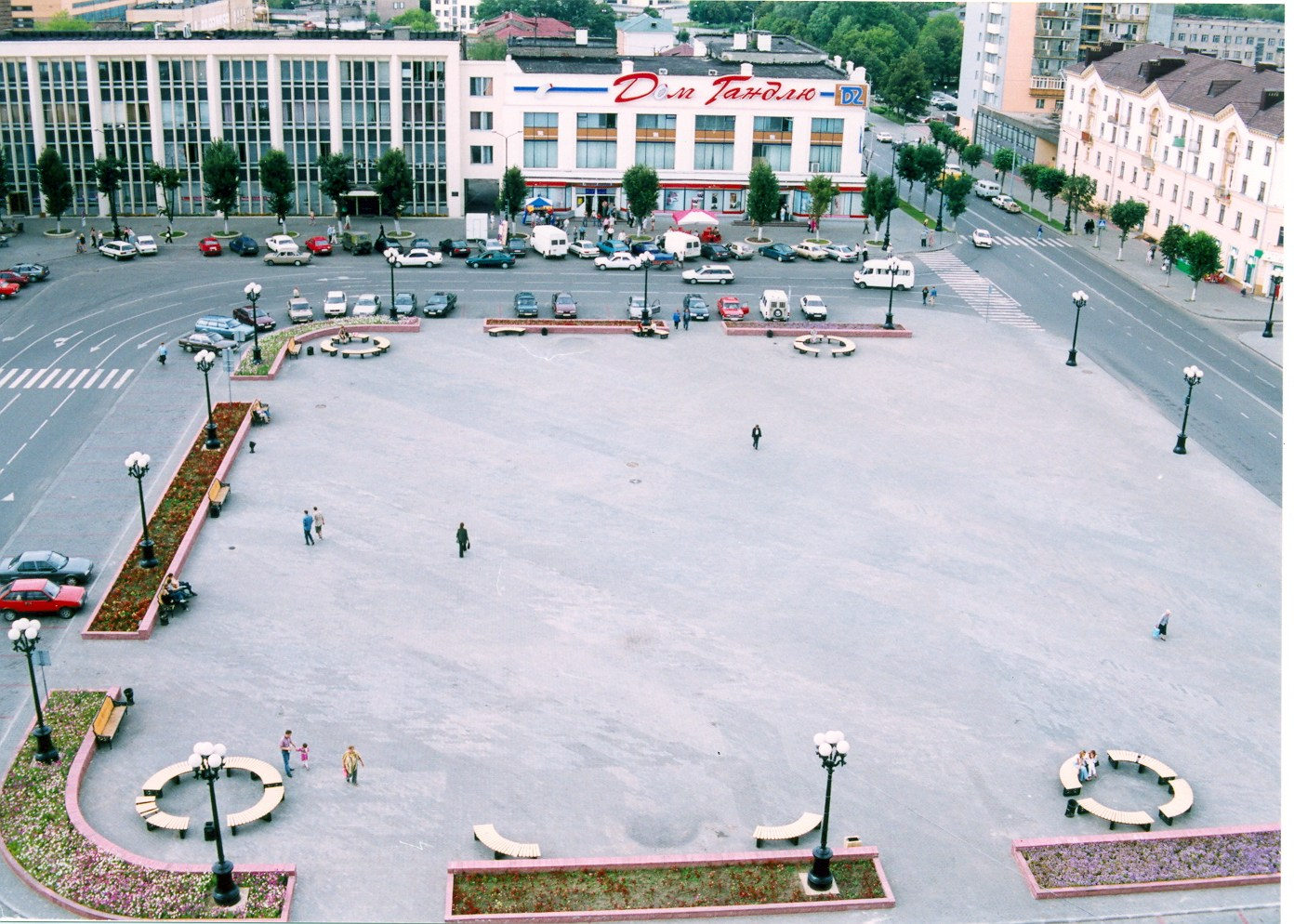
Place centrale.
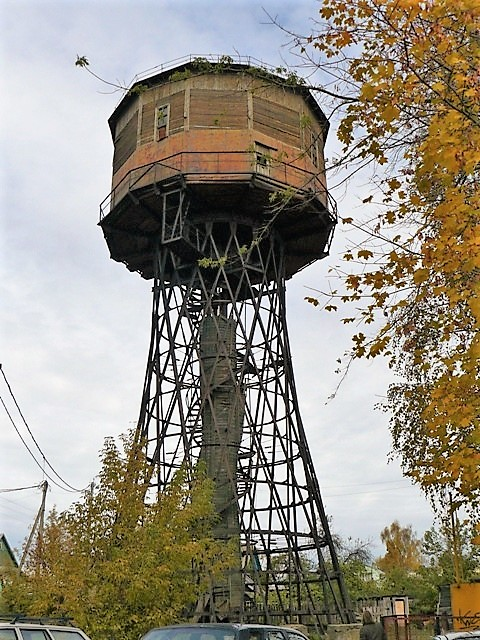
Tour Choukhov, 1927.